# کله شبروان
کله شبروان یک روستا در ایران است که در بخش ایرندگان شهرستان خاش در استان سیستان و بلوچستان واقع شده‌است. کله شبروان ۳۱ نفر جمعیت دارد.

## جمعیت
این روستا در دهستان کهنوک قرار دارد و براساس سرشماری مرکز آمار ایران در سال ۱۳۸۵، جمعیت آن ۳۱ نفر (۶ خانوار) بوده‌است.